# 换错身爱对人
《换错身爱对人》（羅馬化：Leh Lub Salub Rarng），是一部由No Problem制作，克里特·苏卡蒙固执导，纳得克·钉宫（Barry）及乌拉萨雅·斯帕邦德（Yaya）领衔主演的泰国奇幻浪漫爱情喜剧。此剧改编自同名小说，于2017年7月31日至2017年9月4日在泰国第3电视台播出。

## 演员阵容

### 主要演员
- 纳得克·钉宫 饰演 Ramin，以警察的尊严为荣，绰号“铁手队长”，身手非常好，喜欢泡妞又自负的男生。
- 乌拉萨雅·斯帕邦德 饰演 Petra Pawadee，被誉为“亚洲明珠”的天才女演员。
- 塔纳波·里拉塔纳卡邹 饰演 Arkom（Kom）
- 波莉雀娅·彭娜妮可（英语：Preechaya Pongthananikorn） 饰演 Nok Yoong
- 普林玛纳·苏望南侬 饰演 Richard Adisorn

### 其他演员
- 塔纳查潘·布拉纳奇瓦维莱 饰演 Jay Aum
- 达拉尼努奇·帕苏塔纳温 饰演 Thomanee / Thipmanee
- 徐智妍 饰演 Ji Eun
- 克里克·席赤勒 饰演 Seer，算命师
- 卡文拉特·约萨蒙顺通 饰演 Athit Ritthirong
- 威猜·琼帕西蓬 饰演 导演
- 提塔南·苏万萨纳克 饰演 Phan Tamruat Ek Yoototpong Ead-in（Sa Ra Wad Yoototpong）
- 拉查尼·西拉勒特 饰演 Puangkram夫人
- ก้ามปู ปัทมสูต 饰演 Khun Nai Chittra
- 维妮坎·瑟妮坦缇固 饰演 Ajala Paorisut
- เรืองฤทธิ์ วิสมล 饰演 Song，Richard的助手
- ทศพล ศิริวิวัฒน์ 饰演 ผู้กำกับละคร
- 凯拉蒂·西瓦库亚 饰演 Gong，导演

### 客串演员
- 萨尔·伊蒂苏克南 饰演 特别夜间秀的主持人（第一集）
- 苏蒙蒂普·卢昂古 饰演 Sitala Buathip，记者（第一集）
- 纳查农·普瓦农 饰演 Han警官
- 楚蓬·昌普容 饰演

## 国际播出
在菲律宾，此剧以《Switch》为剧名于2018年10月10日至11月22日在GMA Network上播出。这是菲律宾电视台播出的第三部泰国电视剧。
马来西亚则于2020年在TV3播出。

## 制作
2015年10月18日，此剧制作方与电视台举办祭祀仪式。

## 获奖与提名列表
| 年份 | 颁奖机构                   | 奖项           | 获提名者                        | 结果 |
| ---- | -------------------------- | -------------- | ------------------------------- | ---- |
| 2017 | SeeSan Buntherng Award     | 年度CP奖       | 纳得克·钉宫、 乌拉萨雅·斯帕邦德 | 獲獎 |
| 2018 | 泰国金电视奖               | 最佳男主角     | 纳得克·钉宫                     | 獲獎 |
| 2018 | Dara Daily The Great Award | 最佳男演员     | 纳得克·钉宫                     | 獲獎 |
| 2018 | Nine Entertain Award       | 年度最佳男演员 | 纳得克·钉宫                     | 獲獎 |
| 2018 | 暹罗达拉之星奖             | 最佳男演员     | 纳得克·钉宫                     | 獲獎 |
| 2018 | 第九届泰国皇家戏剧奖       | 最佳男演员     | 纳得克·钉宫                     | 提名 |
| 2018 | 第二十四届亚洲电视大奖     | 最佳男主角     | 纳得克·钉宫                     | 提名 |